# Moolaadé
Moolaadé es una coproducción franco-africana del año 2004. Trata el tema de la mutilación femenina en el África subsahariana. Obtuvo el premio "Una cierta mirada" (Un certain regard ) en el Festival de Cannes de 2004.

## Argumento
Collé Ardo (Fatoumata Coulibaly) es la segunda esposa de un hombre que vive en un pueblo de Burkina Faso. Todavía se resiente de las consecuencias de la purificación o ablación que sufrió de niña, y además perdió a dos de sus hijas por el rito de "purificación". Por eso se opone a que su hija pase por lo mismo e incluso acoge en su casa a cuatro niñas que han escapado del ritual (Moolaadé o derecho de asilo). Esto da pie a una auténtica revolución en el pueblo, que se prepara para recibir al rico prometido de la hija de Collé, el hijo del hombre más rico de la villa, que regresa de Francia con unas ideas alejadas de la tradición.
Moolandé es una película realizada y producida en África, por africanos y, fundamentalmente, pensada para un público africano. Esto nos permite, de entrada, una aproximación a un mundo rural totalmente distinto al que nos presentan la mayoría de películas comerciales norteamericanas que llegan a las pantallas de cines o a nuestras casas. Gracias a esta película podemos ver cómo son las casas de la gente de este pueblo, cómo cocinan, cómo trabajan, cómo comen, cómo obtienen el agua, cómo son sus relaciones matrimoniales. Y también nos muestra la complejidad social de estas sociedades, con sus diversas instituciones y leyes. Un primer nivel de interés de esta película es la posibilidad que nos ofrece de observar todos estos aspectos que configuran la vida cotidiana de gran cantidad de familias africanas.
La película plantea en forma de controversia varios temas de enorme interés como son la denuncia de la ablación, el debate existente en las sociedades africanas en torno al peso de la tradición y la modernidad en su desarrollo y, finalmente, la lucha de las mujeres rurales africanas por transformar las relaciones de dominación que les son impuestas por los hombres.
La denuncia de la ablación constituye el cuerpo narrativo fundamental de la película. En una entrevista su director, el senegalés Ousmane Sembene, afirma: "Acabamos de entrar en el siglo XXI y las mutilaciones genitales femeninas siguen vigentes en más de veinticinco países africanos repartidos en el este, norte, oeste y sur del continente entre los cincuenta y cuatro miembros de la OUA reconocidos por la ONU." La ablación no es una práctica común para la mayoría de la población musulmana, sólo de determinados sectores que le confieren una dimensión religiosa a una práctica claramente dirigida al control y dominación de las mujeres por parte de los hombres. Collé, la protagonista del film, argumenta ante la Purificadora, la mujer encargada de las mutilaciones, que ella misma sufrió las consecuencias de la ablación, provocándole problemas en el parto. De hecho, la ablación (además de la gravedad en sí que conlleva la mutilación genital) puede implicar graves problemas de salud, tanto cuando se está realizando (herramientas poco apropiadas, falta de anestesia) como posteriormente (infecciones crónicas, dolores, etc.), y de tipo psicológico y de desarrollo personal.
Esta práctica, como cualquier otro mecanismo de control y dominación, se acostumbra a sustentar sobre todo un entramado ideológico que lo justifica y que le da sentido. En la película vemos cómo la ablación se entiende como una forma de "purificación" de la mujer y cómo se sanciona a aquellas mujeres que no han pasado por este ritual, conocidas como bilakoro, impidiendo que sean aceptadas en matrimonio. Conocida como "salindé" en lengua mandinga, esta, según el propio Ousmane Sembene, "es un gran acontecimiento en la vida de una mujer y suele tener lugar a los siete años, bajo la mirada condescendiente de los hombres. Nada es bastante bonito ni bastante caro para la fiesta que se celebrará para la ocasión. Durante las dos semanas que preceden a la entrada en el bosque sagrado, las madres y las tías preparan psicológicamente a las niñas para que aguanten el dolor sin gritar, sin quejarse. Deben controlar y dominar la mordedura viva y abrasadora del cuchillo. Si puede con el dolor, la joven demostrará que de mujer sabrá sobreponerse a los tormentos y las aflicciones de la existencia. La salindé coloca a la niña al nivel de esposa. Alcanza la cima de la honorabilidad, entra en el círculo de las madres colmadas, la eleva al rango de realeza. La mujer que ha pasado por la ablación simboliza la pureza. Es un honor para su marido, para su familia."
En la película se muestra claramente el peso de la tradición en la realización de esta práctica. La discusión del Consejo de ancianos y notables, máximo órgano de poder en la comunidad, sobre la demanda de las "purificadoras" contra Collé ilustra claramente esta idea. En su exposición inicial la "Purificadora" afirma: "La purificación es una tradición. Nadie puede oponerse a una tradición." A partir de ahí, los argumentos girarán principalmente en torno al respeto o no de la tradición. En otro momento, el mismo cuñado de Collé trata infructuosamente que esta retire su protección a las niñas, tras lo cual se queja a la primera esposa de su hermano menor diciéndole: "La segunda esposa carece de modales. Es una maleducada. La purificación se remonta a tiempos inmemoriales, pero ella está empeñada en desafiar la tradición. Prefiero morir antes que verlo."
La película se opone tanto a la mutilación como a cualquier forma de discriminación vinculada a esta. La misma Collé le dice a su hija en un determinado momento: "No te avergüences de ser una bilakoro. Perdí a tus dos hermanas en el parto. Te di el nombre de la doctora que te salvó la vida al nacer. Tuvo que rasgarme de aquí hasta aquí para sacarte. La purificación no es buena. Ser una bilakoro no te impide ser una buena esposa, una buena madre, ni saber cuidar de tu marido." Y esta es la posición del director de la película: denunciar la ablación como mecanismo de control de las mujeres. Al respecto considera: La "salindé" permite a los hombres controlar la fidelidad y la sexualidad de sus mujeres. Personalmente, creo firmemente que debe abolirse la práctica de la ablación."
Otro de los temas fundamentales que plantea la película es el debate y tensión existente en las sociedades africanas entre la conservación de la tradición o su abandono a favor de procesos de modernización de tipo Occidental. En muchas ocasiones hemos oído argumentos favorables a considerar que los problemas de pobreza de las zonas rurales de los países del Sur, y especialmente en África, están motivados por el peso de la tradición cultural de estas sociedades. Se considera entonces que, para alcanzar la modernidad, es necesaria la superación de dichas tradiciones y costumbres entendidas como una carga del pasado. En esta película, sin embargo, la relación entre tradición y modernidad no se presenta en términos tan maniqueos, sino que adopta otra perspectiva mucho más compleja e interesante. En ella encontramos ejemplos de distanciamiento tanto de determinados aspectos de la propia tradición como de la modernidad Occidental. Ejemplos de lo primero los encontramos en diversos momentos y resulta sencillo identificarlos. Además de la ablación u otras formas de violencia o sometimiento de las mujeres por los hombres, la destrucción de las radios simboliza el miedo de éstos ante lo que consideran una amenaza de contagio con otras formas de pensar y entender el mundo. Al respecto hay una secuencia en la película que resulta ilustrativa. Mientras continúa la localización y destrucción de radios por parte los hombres de la comunidad, dos mujeres hablan sobre ello y una se pregunta: "¿Sabes por qué les ha dado por quitarnos las radios?" Y la otra contesta: "Los hombres quieren encerrar nuestro pensamiento". Este distanciamiento con los elementos más conservadores de la propia tradición resulta, de este modo, bastante evidente.
Pero al mismo tiempo, la película también incluye otras situaciones que nos ayudan a tomar distancia con respecto a los referentes de modernización Occidental. Para ello el personaje del comerciante al que llaman Mercenario resulta clave. Los diálogos entre este e Ibramina, el joven llegado de África, por ejemplo, ilustran esta idea. Para justificar lo caro que cobra las barras de pan (lo que Ibrahima entiende que es un robo y un abuso), este contesta sarcásticamente: "Has estado en Europa. Sabes lo que significa globalización y mercado libre". En otro momento, cuando el Mercenario le cuenta a Ibrahima porqué le echaron del ejército, explica que "nos mandaron a la enésima misión de paz con la ONU, íbamos a Oriente Próximo, y nos dimos cuenta, mis compañeros suboficiales y yo, de que los oficiales se quedaban con parte de nuestro sueldo. Total, me convertí en el portavoz. Armamos tanto jaleo que nos devolvieron lo nuestro. Pero ahí no acaba la cosa. Me la tenían jurada. Me metieron 6 años en el trullo y me echaron del ejército de por vida." Pero en la película no sólo aparece este distanciamiento, sino también la atracción de mucha gente africana siente hacia Occidente y sus riquezas, representada en la forma cómo la comunidad recibe a Ibrahima cuando éste llega de Francia. Además de la secuencia de su bienvenida, destaca un diálogo que mantiene un padre con su hijo en presencia de Ibrahima. El padre le explica que Ibrahima vive en Francia, a lo que añade: "de mayor, también irás a Francia, allí hacen el dinero."
La posición de Sembene en esta tensión entre tradición y modernidad es más matizada y compleja. Al respecto afirmó: "los gobiernos no ofrecen proyectos a la sociedad, y la gente se deja seducir por el liberalismo a ultranza en el que no tiene cabida la cultura. África imita a Francia y va hacia atrás. Por eso insisto en que debemos mirarnos. Como todos los pueblos de este planeta, tenemos fuerza y cualidades. No debemos alejarnos del mundo. Debemos rehusar vivir en una autarquía, pero sabiendo lo que es bueno para nosotros y llevarlo a cabo." Abrirse al mundo pero desde nuestra propia realidad y con referentes autóctonos. Esta parece ser la visión con la que el director de Moolaandé resuelve la controversia planteada. Y el final de la película, con el contraste entre la visión del minarete y la antena de televisión resulta elocuente. Al respecto, Sembene ha afirmado: "La antena de televisión dice claramente que África no puede quedarse replegada sobre sí misma. Debe abrirse al futuro. Debemos cambiar de comportamiento, pero nosotros debemos decidir para nosotros."
Y partiendo de esta idea de mirarnos hacia nosotros, las propuestas de cambio y desarrollo deben llevarse a cabo con el rescate de la propia tradición, de aquellos aspectos de la propia cultura que ayudan a avanzar hacia una vida mejor. Esta propuesta en la película se plantea a través del recurso que hace Collé de la figura del moolaadé. Según el propio Sembele "el moolaadé expresa la noción de derecho de asilo. Es la protección que se da a alguien que huye. Se nos ha transmitido por tradición oral a través de los cuentos, las historias, las leyendas y los enigmas que se cuentan de generación en generación. Es una convención oral con valor jurídico reconocida por todos desde tiempos inmemoriales. Sus reglas, leyes y decretos están grabados para siempre en la conciencia. Portador de presagios funestos, ningún hombre, mujer o niño se atreve a ignorarlo. Sólo el castigo público del poseedor del moolaadé permite alejar la amenaza."
El tercer tema que pone en evidencia la película es la lucha de las mujeres rurales africanas por generar cambios y mejorar su vida. El ejemplo de Collé en contra de la ablación acabará siendo seguido por la gran mayoría de mujeres de la comunidad que se rebelan frente a los hombres y las normas impuestas. Resulta interesante ver cómo la propia tradición aporta recursos y herramientas para la transformación de la sociedad. Esto es importante, por cuanto a menudo desde el mundo Occidental se habla de defender los derechos de las mujeres de los países africanos, pocas veces se rescatan y toman en cuenta los esfuerzos de ellas mismas por generar cambios a favor de una mayor equidad sin abandonar por completo su propia cultura.
Más allá de esta dimensión de resistencia y lucha más evidente, la película también permite darnos cuenta de la importancia que tiene en las sociedades rurales la articulación de espacios propios de las mujeres, en los que realizan un determinado trabajo (como cargar agua, lavar, etc.) y que además permiten compartir, charlar, divertirse y salir del aislamiento, algo básico para poder generar cambios de forma colectiva. El pozo en torno al que se juntan las mujeres en esta película es este espacio de encuentro y autonomía. Resulta especialmente significativo que al principio de la historia, Umy, una de las niñas que solicita la protección de Collé, cuente que cuando iban al pozo de la comunidad a por agua oyeron a las mujeres cómo contaban que ella se había opuesto a la ablación de su hija y que por eso decidieron pedirle protección. En muchos países del Sur estos momentos y espacios son fundamentales en la vida de las mujeres rurales, algo que la película refleja muy bien.